# 雞籠山 (台灣古名)
雞籠山，又稱雞頭籠，是中國古籍對台灣島的稱呼，記載於《明史·外國傳》卷三百三十二。雞籠山事實上是台灣北部地區的地名，非全島之稱。明清時沿海者，利用島嶼作為航行指標，因島嶼在海上看似山型，稱之為山。
日治時期學者認為其名稱源自北部平埔族語言的單字Kietangarang，即「人」之意，並以臺語音譯為漢字「雞頭籠」，後來省略為Kieran，才又音譯為漢字「雞籠」，並後綴了在臺語地名中帶有海島之意的山字。然而，今日台灣史學者翁佳音提出異議，指出當時基隆一帶的平埔族自稱是巴賽族，而非凱達格蘭，反而西、荷人地圖上所標之地名更接近臺語「雞籠」之音，故此名稱來自漢人所取。